# Penzigiella
Penzigiella là một chi rêu trong họ Pterobryaceae.